# Romániai magyar képzőművészeti szakirodalom

## Előzmények a 19-20. század fordulóján
A 19. század végének és a 20. század elejének erdélyi magyar képzőművészeti szakirodalma, bár nem jutott el összegező művek vagy monográfiák megjelentetéséig, tekintélyes számú esztétikai írással, műelemzéssel és népszerűsítő bemutatással segítette a közösségi képzőművészeti élet kialakulását. Ilyen jellegű méltatások kísérték a képtáralapítások történetét Kolozsvárt, Nagyváradon, Marosvásárhelyen, az első közös képzőművészeti bemutatkozások megszervezését (1883, 1890), az Erdélyrészi Szépművészeti Társaság megalakulását, valamint kolozsvári kiállításait (1902, 1903). Élénk visszhangot kaptak a sajtóban a századforduló szecessziós építkezéseinek művészeti vonatkozásai, a köztéri monumentális alkotások megrendelése (mindenekelőtt Fadrusz János Mátyás-szobrának fölállítása), továbbá Kalotaszeg népművészeti és képzőművészeti felfedezése, nem utolsósorban pedig a nagybányai művésztelep megalakulása (1896) és működése.

## A két világháború közt
Az első világháború után megélénkülő erdélyi magyar művészeti élet, a jelentősebb városközpontokban kialakuló önálló alkotói közösségek, a gyarapodó számú kiállítások természetes módon igényelték a tartalmas műbírálatot, a képzőművészet esztétikai és társadalmi kérdéseivel foglalkozó írások nagyobb terét, minőségi fejlődését.
A sajtóban megjelent kritikák elsőrendű forrásanyaggal segítenek hozzá, hogy számot adhassunk a romániai magyar képzőművészet eddigi történetéről. Az 1920-as években, az 1930-as évek első felében eseménytörténeti beszámolók, riportok, kiállításkrónikák adtak hírt a nagybányai festőiskola utolsó – hanyatló – szakaszáról s ezzel egy időben Kolozsvár egyre növekvő művészetszervezői szerepéről.
Kellő méltatást kapnak a román–magyar–szász művelődési kapcsolatokat erősítő összerdélyi kiállítások (1919, 1921, 1930), a fontosabb képzőművész-jelentkezések (Nagy István, Ferenczy Noémi, Ziffer Sándor, Nagy Imre, Gallas Nándor, Szolnay Sándor, Gruzda János, Jándi Dávid, Szervátiusz Jenő, Gy. Szabó Béla, Bordi András) s a fiatalok nemzedékváltást hozó bemutatkozásai. Adatgazdag leírások számoltak be a képzőművészeti oktatás helyzetéről, a magániskolákról, s ugyanígy az érdekvédő művészeti szervezkedésekről, különös hangsúllyal a Barabás Miklós Céhről. Ugyanakkor művészetszociológiai írások nyújtottak áttekintést a festők, szobrászok, grafikusok anyagi helyzetéről, a műtárgyeladásokról, alkotók és közönség kapcsolatáról.
A kritikai írások szerzői kezdetben a lapok közírói-szerkesztői, szépírók, irodalomtörténészek, tanárok vagy maguk az alkotó képzőművészek köréből toborzódtak. Kós Károly és Szentimrei Jenő a legkorábbról segítették elő írásaikkal és szervező kezdeményezéseikkel a hazai magyar képzőművészeti élet kibontakozását. A konzervatív ízlésű kritikát (Walter Gyula, Szopos Sándor, Tóth István, P. Jánossy Béla és mások írásai) jól ellenpontozza az újra fogékony vagy éppen az avantgárd vonalát támogató szerzők jelentős tábora. Közéjük tartozott Dienes László, Ligeti Ernő, Szántó György, Dési Huber István, Méliusz József, Tabéry Géza, Kőrösi Sándor, Ruffy Péter. Ténymegállapító riportokban, kritikai írásokban vagy kimondottan szociológiai jellegű áttekintésekben rajzol érzékletes korképet a képzőművészet fejlődéséről Salamon László, Krizsán P. Pál, Kőmíves Lajos, Tessitori Nóra, Thury Zsuzsa, Borghida Pál, Finta Zoltán, Bözödi György, Kéki Béla, Venczel József, Kakassy Endre, Koós-Kovács István, Horvát Henrik, Kovács Katona Jenő, Krausz Albert, Maksay Albert, Végh József, Kovács László. Írásaival felfigyeltet a fiatalok jelentkezésére Gulyás Károly, Jancsó Béla, Kemény János, Debreczeni László.
A felkészültebb kritika új hangja hallatszik ki az 1930-as és 1940-es évek írásaiból. Vásárhelyi Z. Emil tanulmányfüzérből összeálló portrérajzai (1937) lényegében máig is helytálló értékrendet kínálnak. Művészettörténeti megközelítéssel írt a hazai képzőművészetről Bíró József, Bíró Béla, László Gyula, Felvinczi Takács Zoltán és Entz Géza.
Korai összegező próbálkozások is történtek művészetünk útjának vázlatos megrajzolására. György Lajos ösztönzésére már 1925-ben Szopos Sándor vállalkozott az első történeti áttekintésre, ugyancsak ebben az évben jelent meg Dienes Lászlónak az erdélyi avantgárdról számot adó tanulmánykötete. Kováts Józsefnek az 1930-as évek közepéről hátramaradt kézirataiban a művészet- és irodalomkritika már egyenrangú a szerző szépírói termésével. 1938-ban Ligeti Ernő, 1942-ben Maksay Albert, 1943-ban László Gyula és Bíró Béla kísérelt meg szintézist. Alkalmat adtak nagyobb lélegzetű képzőművészeti írások megjelentetésére a Barabás Miklós Céh kiállításai, az 1943-ban fölépült kolozsvári Műcsarnok bemutatói s a Méhkas Diákszövetkezet képvásárai.

## A II. világháború után
A második világháború után az új alapról induló művészeti szervezkedések és közös fórumok (a JBA, Nicolae Bălcescu Athenaeum képzőművészeti szakosztályai, a művészek szakszervezete, az 1948-ban megalakult Képzőművészeti Intézet s 1950-től a Képzőművészek Országos Szövetsége) kínáltak tájékozódási lehetőséget és témát a kritikai írásoknak is. Élénk visszhangra találtak az erdélyi képzőművészek újabb közös vállalkozásai, a Marosvásárhelyen (1945) és Kolozsvárt (1947) szervezett csoportkiállítások, majd a bukaresti országos tárlatok. Érdemben kaptak teret a sajtóban a Bolyai Tudományegyetem Művészettörténeti Szemináriuma keretében rendezett tanulmányi kiállítások.
A megváltozott társadalmi viszonyokkal kapcsolatos feladatok az alkotásban és kritikában egyaránt tükröződtek; torz képet rajzolt azonban mindezekről az 1950-es évek dogmatizmusa jegyében íródott műbírálat. Számos jó képességű alkotót kényszerített ez a szellem olyan feladatok elvégzésére, amelyekhez sem képessége, sem ráérzése nem volt. A megkövetelt kompozíciós témák, a monumentális művészet vagy az epikus mondanivaló korántsem felelt meg minden művészünk alkati beállítottságának.
A balos gyermekbetegségekből kigyógyulva, az 1960-as évek közepétől kezdődően töltötte be ismét a kritika tényleges művészetesztétikai feladatait. A képzőművészeti írások nyomon követték a művészek új nemzedékének jelentkezését, olyan festőművészek fejlődését, mint Miklóssy Gábor, Kovács Zoltán, Abodi Nagy Béla, Fülöp Antal Andor, Nagy Albert, Incze János, Bene József, Mohy Sándor, Karácsony János, vagy olyan szobrászokét, mint Vetró Artúr, Kós András, Balogh Péter, Izsák Márton, Benczédi Sándor, Márkos András. Az utánuk következő nemzedék alkotói sorából bemutatták Feszt László, Balázs Imre, Paulovics László, Cseh Gusztáv, Plugor Sándor, Szervátiusz Tibor, Tőrös Gábor és mások pályakezdését.
Több olyan kritikus jelentkezett, aki történelmi, művészettörténészi és képzőművészeti alapképzettséggel kötelezte el magát a műbírálat mellett. Közöttük folyamatos műkritikusi munkát végzett Banner Zoltán, Borghida István, Ditrói Ervin, Murádin Jenő, E. Szabó Ilona.
Mellettük nagyszámú, köztük jelentős képzőművészeti írás szerzője Ágopcsa Marianna, Andrásy Edit, Gazda József, Forró László, Hans Loew, Jeney-Lám Erzsébet, Kováts Iván, Mezei József. Értékes föltáró és szervező munkát végeztek az irodalom- és művészetbírálatot egyaránt művelő kritikusok: Kántor Lajos, Jánosházy György, Szőcs István, Marosi Ildikó. Művészeti írásokkal továbbra is nagy számban jelentkeztek szépírók, így Fodor Sándor, Székely János, Szász János, Bodor Pál, Szemlér Ferenc, Bálint Tibor.
A képzőművészeti írások állandó fórumai a lapok és folyóiratok. A két világháború között a Napkelet, Genius, Új Genius, Periszkop, Erdélyi Helikon, Korunk, Pásztortűz, Művészeti Szalon, Független Újság, ill. a napilapok közül a Keleti Újság, Ellenzék, Brassói Lapok, Szamos, Új Kelet adott bővebb teret a művészetkritikának. A második világháború után az Utunk, az új évfolyamaival jelentkező Korunk, az Igaz Szó, Művészet (később Új Élet), A Hét, Művelődés és több megyei napilap (Igazság, Brassói Lapok) közölt rendszeresen képzőművészeti írásokat. Számon tartottak az Igaz Szó (1972/11) és a Korunk (1974/2) képzőművészeti különszámai. A művészeti érdeklődést fokozta, népszerűvé tette immár 200 rendezvényének sorozatos kiadványaival a Korunk Galéria.
Gazda József 1969-ben Gyárfás Jenőről megjelent kötetén kívül képzőművészeti monográfia magyar nyelven a Kriterion Könyvkiadó kezdeményezése előtt még nem jelent meg, de Borghida István Krizsán Jánosról és Ziffer Sándorról, valamint Dimény István Szőnyi Istvánról írt román nyelvű bemutató életrajzai megelőzték kibővített magyar nyelvű kiadásukat. A Kriterion vállalkozása művészpályák és történeti korszakok bemutatására az 1970-es évek elejétől kezdve jelentősen járult hozzá a romániai magyar képzőművészet fejlődésének szintéziséhez.
Monográfiák összefüggő sora ismertette Abodi Nagy Béla, Balogh Péter, Bene József, Bordi András, Debreczeni László, Fülöp Antal Andor, Gyárfás Jenő, Incze János, Klein József, Krizsán János, Leon Alex, Mattis Teutsch János, Mohy Sándor, Nagy Imre, Gy. Szabó Béla, Szolnay Sándor, Szervátiusz Jenő, Ziffer Sándor munkásságát. Nagy Imre Följegyzések (1979) s Incze János Önarckép (1982) c. önéletrajzában – mindkettő a Kriterion kiadása – művészi pályájáról vall. Forráskiadásokban a kolozsvári Dacia Könyvkiadó jelentette meg Mikola András, Mohy Sándor, Nagy Albert, Szolnay Sándor életrajzi feljegyzéseit és művészi írásait.